# Histoires d'A
Cet article possède des paronymes, voir Les Histoires d'A., La Véritable Histoire de Ah Q et Histoire d'O.
Pour plus de détails, voir Fiche technique et Distribution.
Histoires d'A est un documentaire français, militant pour la libéralisation de l'avortement et de la contraception, réalisé par Charles Belmont et Marielle Issartel en 1973.

## Présentation
Film à budget très modeste, le financement initial est assuré par le Planning familial à hauteur de 10 000 francs. Tourné en noir et blanc en avril et mai 1973, Histoires d'A s'inscrit dans le courant du cinéma militant  issu de mai 1968 et prône la désobéissance civile. 
Tourné à l'initiative du Groupe d'information santé (GIS), le documentaire donne à voir un avortement par aspiration selon la méthode Karman, des entretiens et des scènes prises sur le vif de l'activité des militants en faveur de l'interruption volontaire de grossesse ainsi que d'une réflexion sur la condition féminine.
Le film s'accompagne  d'« une brochure pour le public [et d']un dossier de presse pour les journalistes, tous deux centrés sur l’avortement et la contraception ». Son titre est un clin d'œil moqueur en référence au livre érotique Histoire d'O qui était très présent dans les médias.

## Interdiction du film
À sa sortie, le film est interdit à la diffusion totale publique comme privée, ainsi qu'à la vente à l'étranger, par le ministre des Affaires culturelles Maurice Druon le 22 novembre 1973, contre l'avis de la Commission de contrôle.
Ce film comporte en effet des images enregistrées d’un délit réellement commis et, en l’état du droit, sa diffusion constituerait une atteinte à l’ordre public. En outre, cette diffusion serait susceptible de constituer par elle-même une infraction aux dispositions en vigueur de l’article L 647 du Code de la santé publique et de l’article 317 du Code pénal. (Maurice Druon)
L'affiche est réalisé par l'artiste Monique Frydman. Il s'agit d'un collage de photographies de militantes encadrées par deux dessins en miroir de femmes enceintes. L'affiche est également interdite. La commission qui donne l'aval aux affiches de cinéma la refuse pour « mauvais goût, seins agressifs et exhibitionnisme de la maternité. » Le film est diffusé illégalement à travers le réseau des groupes locaux du Mouvement pour la liberté de l'avortement et de la contraception (MLAC). 
Une projection privée est organisée pour les groupes socialistes du Parlement dans la salle Médicis du Sénat en mars 1974. Plusieurs séances publiques et privées donnent lieu à l'intervention de la police, et parfois plus particulièrement des CRS comme à Cannes en 1974, où le film est diffusé après une manifestation dans la ville en marge du festival.

## Carrière du film après autorisation
Le film est autorisé en novembre 1974 sous réserve d'une interdiction aux mineurs peu avant l'ouverture des débats parlementaires sur la loi Veil. Ses deux auteurs estimaient en 1976 qu'entre sa carrière illégale et sa carrière publique le film avait cumulé environ 350 000 spectateurs.
Depuis cette époque, Histoires d'A est régulièrement diffusé par des associations, des médecins, des groupes féministes et des cinémathèques.
Il est visible à la BnF.
L'édition DVD de la version restaurée avec le soutien du Centre du Cinéma et de l'image Animée est parue le 14 septembre 2022.

## Fiche technique
- Réalisation : Charles Belmont et Marielle Issartel[7]
- Producteur : Charles Belmont
- Image : Philippe Rousselot
- Son : Pierre Lenoir
- Montage : Marielle Issartel
- Musique originale : Jean Schwarz
- Genre : documentaire
- Société de Production : Riga Films
- Distribution originale: Claude Nedjar
- Date de sortie : 16 octobre 1974
- Durée : 89 minutes

Distribution actuelle : Marielle Issartel